# Марк Серон
Жан-Марк Серон е барабанист и композитор, считан за един от най-влиятелните продуценти на диско музиката от 70-те и 80-те години в Европа.

## Биография
Роден е през 1952 г. във Витри-сюр-Сен, близо до Париж, Франция. На 12 години е, когато започва да свири на барабани, а на 14 вече е в състава на местна тийнейджърска група. На 17 години той работи с бенда си за Gilbert Trigano, собственик на веригата хотели The Club Med. На 18 Марк е с диплома на фризьор, но сърцето му бие с ритъма на музиката. Неговата група „Kongas“ е в програмата на „Papagayo Club“ в Сен Тропе на Френската ривиера. В този период Еди Баркли, който е продуцент и собственик на звукозаписна компания, им предлага договор за запис. „Boom“ е изпълнението, което има незначителен успех, но групата прави турне в Европа, Япония и Африка. Това дава възможност Сирон и групата му да изпълняват собствени изпълнения и да търсят своя си саунд. След три години в групата и след лични конфликти, Марк Сирон напуска „Kongas“ и работи като студиен музикант, но установява, че не е това, което желае и за кратко напуска музиката като изпълнител.
За да се стабилизира финансово той открива два музикални магазини, наречени „Import Records“. Така той прекарва следващата година в продажба на американски записи на френските феновете и същевременно развива собствените си идеи за това как и къде музика застава в позиция на продукт от който той да се възползва. Когато Марк е сигурен, че това време е дошло, той влиза в звукозаписното студио и за осем месеца, през които лично се финансира, композира, аранжира, продуцира и записва своя най-добър дискотечен дебют: албума „Love In 'C' Minor“. Пренебрегнат от френските музикални компании, Марк решава сам да издаде 20 000 копия и започва да ги предлага в своите магазини за музика. Той лично насърчава дисководещите от диско клубовете да пускат неговата плоча, както и подканя приятелите си да я купуват. И чудото се случва – макси сингъла с композицията „Love In 'C' Minor“ става супер хит и всички албуми са продадени. В крайна сметка плочата достигна до ушите на изпълнителния директор на Cotillion Records, които преследва Серон и подписва споразумение за дистрибуция с права за американската Atlantic Records.
Серон е продал над 30 милиона копия в целия свят, включително над 4 милиона копия само във Франция. Първият му самостоятелен сингъл „Love in C Minor“ (1976) достига до номер 3 в класацията музикалното списание „Billboard“ за повече от два месеца, с продажби над 3 милиона копия. Неговият албум-три „Supernature“ (1977), който Cerrone счита за своята най-добра продукция се продава в 8 милионен тираж. С този си албум Серон слива симфонични оркестрации с твърдите звуците на синтезаторите. През 1978 г. на Billboard Disco Forum, Серон прибира 6 награди, включително и „Диско изпълнител на годината“. В допълнение към албум едно - "Love in C Minor" (1976), албум две - "Cerrone's Paradise" и албум три - "Supernature", Марк Серон диктува рътъма на диското в Европа с албумите: четири - "The Golden Touch" (1978), десет - "Where Are You Now" (1983), единадесет - "The Collector" (1985).
Серон е известен и с огромните си шоу спектакли на живо. През 1991 г., Marc има за задача да създаде шоу за откриването на първия TV сателит с висока разделителна способност в Япония. „Harmony“ – рок операта е представена пред повече от 800 000 зрители на пристанището в Токио. Това събитие е с такъв успех, че Бродуей иска Серон да адаптира „Harmony“ за театрална сцена. През 1992 г. неговия мюзикъл „Dreamtime“, който се основава на истинска история се играе над 140 пъти на Бродуей, в Ed Sullivan Theater, Ню Йорк.
В настоящия век, Серон потвърждава своята класа с албумите: осемнадесет - "Hysteria" (2002) и двадесет и едно - "Celebrate!" (2007).
В кариера си която обхваща повече от четири десетилетия, Серон е работил с много известни музиканти, включително с Nile Rodgers, Toto, Laura Branigan, Joselyn Brown и La Toya Jackson. Семпли от негови хитове използват в свои изпълнения световни звезди като Modjo, Bob Sinclar, The Beastie Boys и Run-DMC.

## Дискография
Албуми
- KONGAS (1974)
- KONGAS – Africanism (1977)
- DONRAY – Garden of Love (1978)
- Love in C Minor (Cerrone I) (1976)
- Cerrone's Paradise (Cerrone II) (1977)
- Supernature (Cerrone III) (1977)
- Brigade Mondaine (1978)
- Cerrone IV: The Golden Touch (1978)
- Angelina (Cerrone V) (1979)
- Portrait Of A Modern Man (Cerrone VI) (1980)
- You Are The One (Cerrone VII) (1980)
- Back Track (Cerrone VIII) (1982)
- Your Love Survived (Cerrone IX) (1982)
- Where Are You Now (Cerrone X) (1983)
- The Collector (Cerrone XI) (1985)
- Way In (Cerrone XII) (1989)
- Dancing Machine (Cerrone XIII)(1990)
- Dream (Cerrone XIV) (1992)
- X-Xex (Cerrone XV) (1993)
- Human Nature (Cerrone XVI) (1994)
- Best of Remixes (1995)
- Cerrone by Bob Sinclar (Cerrone XVII) (2001)
- Hysteria (Cerrone XVIII) (2002)
- Culture: The best of (Cerrone XIX) (2004)
- Orange Mécanique – The Score (Cerrone XX) (2006)
- Celebrate! (Cerrone XXI) (2007)
- Love Ritual (Cerrone XXII) (2008)
- Cerrone by Jamie Lewis (Cerrone XXIII) (2009)
- Variations of supernature (Cerrone XXIV) (2010)
- Addict (2012)
- Afro EP (2016)
- Red Lips (2016)

Други
- Live: Paris (1978)
- Live: Paris (1983)
- Orange Mecanique (The Score) (2006)
- Live At The Montreux Jazz Festival (2013)

Музика към филми
- Vice Squad
- La secte de Marakech
- Vaudou aux Caraïbes
- Dancin' Machine

Сингли
- Love In C Minor (1976)
- Supernature (1977)
- Give Me Love (1978)
- Sweet Drums
- Je Suis Music (1978)
- Look For Love (1978)
- Rocket In The Pocket (1979)
- Rock Me (1979)
- You Are The One (1981)
- Tripping On The Moon (1981)
- Heart of Me (with Laura Branigan) (1989)
- Hysteria (2002)
- Misunderstanding (2007)
- Love & Dance Ritual (2007)
- Laisser Toucher (2008)
- It Had To Be You (2008)
- Tattoo Woman (2009)
- Cerrone с участието на Adjäna – Good Times I'm In Love (2012)
- Cerrone с участието на Tony Allen – 2nd Chance (2015)
- Afro (2016)
- Cerrone с участието на Yasmin – Kiss It Better (2016)
- Cerrone с участието на Brendan Reilly – Move Me (2016)